# Национальная библиотека Сан-Томе и Принсипи
Национальная библиотека Сан-Томе и Принсипи (порт. Biblioteca Nacional de São Tomé e Príncipe) — публичная библиотека в Сан-Томе и Принсипи, расположенная в городе Сан-Томе.

## История
До получения независимости в 1975 году наиболее значительной библиотекой в Сан-Томе и Принсипи была библиотека при муниципалитете Сан-Томе, в фонд которой входило около 5000 документов. После 1975 года в здании муниципалитета размещалось большое количество разнообразных учреждений, в результате чего библиотека пришла в упадок и была закрыта. Более десяти лет единственной публичной библиотекой на территории страны был читальный зал имени Франсишку Жозе Тенрейру.
В 1990-е годы в районных центрах Сан-Томе и Принсипи при международной поддержке начали появляться библиотеки. В 1994 году была создана библиотека Национальной ассамблеи, основную часть фонда которой составляли книги из фонда закрытой библиотеки муниципалитета. В 2000 году фонд Гюльбенкяна проспонсировал создание в стране передвижных библиотек. Национальная библиотека Сан-Томе и Принсипи была создана в мае 2002 года при финансовой поддержке Китая. В здании находится несколько читальных залов и конференц-залов, среди которых зал имени Франсишку Жозе Тенрейру.
В марте 2015 года библиотека начала сотрудничество с Университетом штата Минас-Жерайс (Белу-Оризонти, Бразилия) и начала осуществлять проект по распространению чтения среди детей и подростков.

## Фонд
Согласно указу №38684 от 18 марта 1952 года, в библиотеку при муниципалитете Сан-Томе поступал обязательный экземпляр каждого тиражированного документа, вышедшего на территории Сан-Томе и Принсипи. В настоящее время обязательные экземпляры поступают в Национальную библиотеку Сан-Томе и Принсипи.